# Okamejei kenojei
Okamejei kenojei е вид хрущялна риба от семейство Морски лисици (Rajidae).

## Разпространение
Видът е разпространен в Китай, Северна Корея и Япония.